# Зъбец (замък)
Зъбецът (или зъбер) представлява парапет, от който са изрязани части на еднакво разстояние, за да се образуват пролуки, позволяващи на стрелците да стрелят или да хвърлят предмети.
Използват се предимно в крепостната архитектура, като при замъците често имат и декоративен характер. Обичайно е в зъбците да са издълбани други отвори, наречени бойници (или още амбразури), през които също може да се стреля.
Между подпорите на зъбците често има дупки, наречени машикули, през които се хвърлят камъни или горящи предмети или се изливат горещи течности върху атакуващите долу.